# Matt Foy
Matthew „Matt“ Foy (* 18. Mai 1983 in Oakville, Ontario) ist ein kanadischer Eishockeyspieler, welcher zuletzt in der Saison 2015/16 bei den Eispiraten Crimmitschau aus der zweithöchsten deutschen Eishockeyliga unter Vertrag stand.

## Karriere
Matt Foy begann seine Karriere als Eishockeyspieler bei den Wexford Raiders, für die er in der Saison 2000/01 in der Ontario Junior Hockey League aktiv war. Anschließend besuchte er ein Jahr lang das Merrimack College, für dessen Eishockeymannschaft er parallel in der Hockey East spielte. Daraufhin wurde er im NHL Entry Draft 2002 in der sechsten Runde als insgesamt 175. Spieler von den Minnesota Wild ausgewählt. Zunächst lief er jedoch in der Saison 2002/03 für die Ottawa 67’s in der kanadischen Top-Juniorenliga Ontario Hockey League auf. Von 2003 bis 2007 stand der Flügelspieler für Minnesotas Farmteam Houston Aeros in der American Hockey League auf dem Eis. Für die Minnesota Wild kam er in diesem Zeitraum nur gelegentlich in der National Hockey League zum Einsatz. Zur Saison 2007/08 erarbeitete er sich einen Stammplatz bei den Wild in der NHL, verpasste jedoch den Großteil der Spielzeit aus gesundheitlichen Gründen. Am 14. Juli 2008 unterschrieb der Rechtsschütze einen Vertrag als Free Agent bei den St. Louis Blues aus der NHL, bestritt verletzungsbedingt jedoch in der Saison 2008/09 nur vier Partien für deren AHL-Farmteam Peoria Rivermen. Aus dem gleichen Grund kam er in der Saison 2009/10 nicht über sieben Einsätze für die Arizona Sundogs aus der Central Hockey League hinaus, während er im folgenden Jahr vollständig mit dem Eishockey pausieren musste. Zur Saison 2011/12 kehrte er wieder in das Profieishockey zurück und erzielte für die Stockton Thunder aus der ECHL in insgesamt 73 Spielen 56 Scorerpunkte, davon 17 Tore.

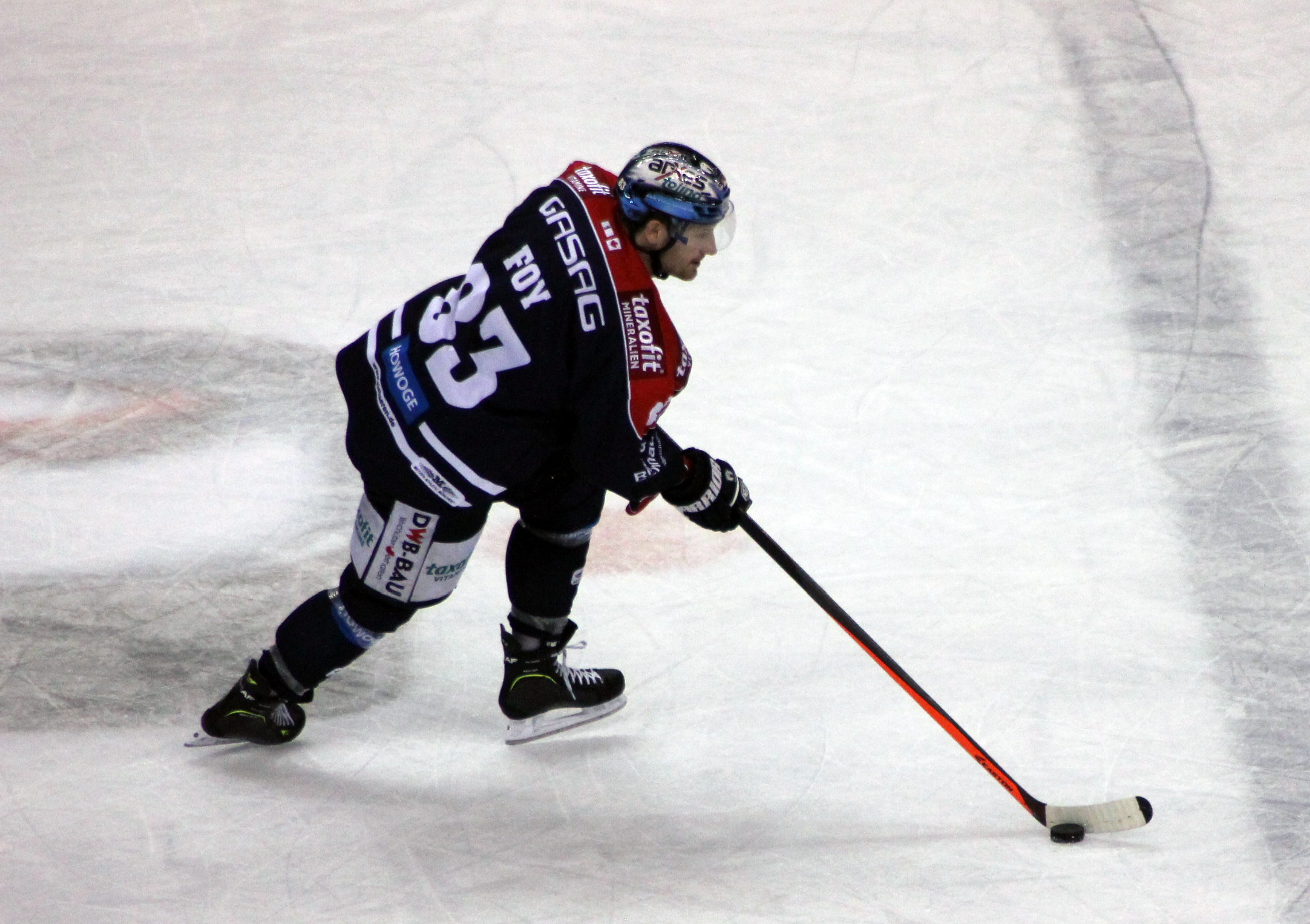
Matt Foy (2015)

Zur Saison 2012/13 wurde Foy von den Eisbären Berlin aus der Deutschen Eishockey Liga verpflichtet.
Bereits in der ersten  Saison konnte er mit den Eisbären die deutsche Meisterschaft gewinnen, insgesamt war jedoch auch seine Berliner Zeit von gesundheitlichen Problemen geprägt, so dass er in den 3 Jahren insgesamt (mit Einsätzen in der European Trophy und Champions Hockey League)  130 Spiele für die Eisbären absolvierte, in welchen er 75 Punkte (33 Tore, 42 Assists) erzielen konnte.
Nachdem sein Vertrag nach der Saison 2014/15 nicht mehr verlängert wurde, unterschrieb er für die folgende Saison einen Vertrag bei den Eispiraten Crimmitschau aus der DEL2.

## Erfolge und Auszeichnungen
- 2003 CHL Second All-Star Team
- 2003 OHL First All-Star Team
- 2003 Jim Mahon Memorial Trophy
- 2013 Deutsche Eishockey Liga   Meisterschaft mit den Eisbären Berlin

## Statistik
(Stand: Ende der Saison 2014/15)